# El Sádico Ilustrado
El Sádico Ilustrado, fue una revista humorística venezolana que estuvo en publicación entre 1978 y 1980; bajo la dirección del caricaturista Pedro León Zapata. 

## Revista
Mezclaba las artes y las letras venezolanas con la intención de presentar un aspecto diferente del humor, al demostrar la alta calidad al que este pudiera llegar. En sus páginas colaboraron escritores y personajes públicos como: Salvador Garmendia, Elisa Lerner, Manuel Caballero, Elio Gómez Grillo, Jesús Sanoja Hernández, Ludovico Silva, Luis Britto García, Graterolacho, José Ignacio Cabrujas, Aníbal Nazoa, Otrova Gomas, Earle Herrera, Rubén Monasterios, Simón Díaz, Francisco Herrera Luque, Héctor Mujica, Manuel Puig, además de dibujantes y artistas como Víctor Hugo Irazábal, Régulo Pérez, Abilio Padrón y el mismo Zapata. Sus números fueron críticos con el bipartidismo político de esos años, representados por el partido Acción Democrática y Copei, y además hacían humor con la dispersión de los partidos de izquierda del momento. Como la bonanza económica de la época lo permitía, la revista era impresa en España y distribuida en Venezuela con una producción quincenal.
Aunque la política era el tema capital, se buscaba aportar ópticas distintas y ofrecer tópicos de interés general y universal. Su nombre obedece a una variación de El Cojo Ilustrado, según ha relatado Zapata, quien tenía en su haber la experiencia editorial de los semanarios humorísticos: Coromotico y El Imbécil: «Cuando nos preguntamos por el nombre, yo propuse algo que tuviese que ver con el devenir del país. Lo primero que me vino a la mente fue la palabra sádico. A lo que otro del consejo respondió: ¡ilustrado! Y lo más curioso: estaba a punto de terminar la frase y decir... ¡ilustrado!, para que El Sádico quedara completo».